# Saint-Nicolas-de-la-Balerme
Saint-Nicolas-de-la-Balerme är en kommun i departementet Lot-et-Garonne i regionen Nouvelle-Aquitaine i sydvästra Frankrike. Kommunen ligger i kantonen Astaffort som tillhör arrondissementet Agen. År 2022 hade Saint-Nicolas-de-la-Balerme 425 invånare.

## Befolkningsutveckling
Antalet invånare i kommunen Saint-Nicolas-de-la-Balerme
| Referens: INSEE |